# 東西大学校
東西大学校（トンソだいがっこう、英称: Dongseo University）は、釜山市沙上区周礼2洞山69-1に本部を置く大韓民国の私立大学である。1992年に設置された。大学の略称はDSU。

## 歴史
1970年、張聖萬が設立した東西学院が始まりである。キリスト教精神を建学の理念とし、「真理」「創造」「奉仕」を学訓とした。東西学院は慶南専門大学を経て1992年3月、東西工科大学、翌1993年3月には東西工科大学校に改編される。また1995年に中央図書館が開館した。
現在の名称である東西大学校に改編されたのは1996年3月である。設置者の学校法人東西学院は東西大学校の他に慶南情報大学及び釜山デジタル大学校を運営している。

## 組織

### 学部
- 経営学部
  - 経営情報学専攻　金融先物保険学専攻　マーケティング学専攻　会計情報学専攻
- 外国語系列
  - 英語学科　日本語学科　中国語学科
- 国際学部
  - 国際通商学専攻　国際物流学専攻　国際関係学専攻
- International Studies科
  - International Studies科
- 映像マスコミ学部
  - 放送映像専攻　観光PR専攻　映像文学専攻
- 社会福祉学部
  - 社会福祉学専攻　青少年相談心理専攻
- 観光学部
  - 観光経営学専攻　ホテル経営学専攻　イベント・コンベンション学専攻
- 保健医療系列
  - 臨床病理学科　保険行政学科　看護学科　放射線学科　歯衛生学科
- 情報システム工学系列
  - 電子工学科　システム経営工学科　メカトロニクス工学科
- コンピュータ情報工学部
  - コンピュータ工学専攻　マルチメディア工学専攻　情報通信工学専攻
- 建築土木工学部
  - 建築工学専攻　土木工学専攻　建築設計学専攻
- エネルギー・生命工学部
  - エネルギー環境工学専攻　食品生命工学専攻　新素材工学専攻　靴知識工学専攻
- デジタルコンテンツ学部
  - ゲーム専攻　デジタル映像制作専攻　アニメーション専攻
- デザイン学部
  - 産業デザイン学専攻　視覚デザイン学専攻　環境デザイン学専攻　ファッションデザイン学専攻　映像デザイン学専攻
- レポーツ科学部
  - 運動処方学専攻　レジャースポーツ専攻　警護専攻
- 林権澤映画芸術大学
  - 映画科　ミュージカル科　演技科
- 教養教育院
  - 教養課程部　教職課程部
- 警察行政学科
  - 警察行政学科

### 大学院
- 一般大学院
  - 修士・博士課程
    - 日本地域研究科　生命工学科　土木工学科　映像コンテンツ学科　ユビキタスIT学科

  - 修士課程のみ
    - 社会福祉学科　建築工学科　メカトロニクス工学科
- デザイン専門大学院
  - デザイン学科
- 釜山・福岡超国境経営大学院
  - MBA
- 宣教福祉大学院
  - 社会福祉学科　宣教音楽学科　基督教相談心理学科

## 対外関係

### 海外学術交流協定
- 日本
  - 亜細亜大学
  - 神奈川大学
  - 九州大学
  - 九州女子大学
  - 九州女子短期大学
  - 長岡造形大学
  - 千葉工業大学
  - 城西大学
  - 城西国際大学
  - 別府大学
  - 大阪産業大学
  - 帝塚山大学
  - 関西国際大学
  - 長崎国際大学
  - 京都工芸繊維大学
  - 流通経済大学
  - 九州芸術工科大学
  - 立命館大学
  - 立命館アジア太平洋大学
  - 神戸芸術工科大学
  - 関西外国語大学
  - 武蔵野美術大学
  - 大谷大学
  - 環太平洋大学
- 中国
  - 山東大学
  - 遼寧師範大学
  - 北京理工大学
  - 中国伝媒大学
  - 北京首都師範大学
  - 上海工程技術大学
  - 延辺科学技術大学
  - 青島大学
  - 中山大学
  - 深玔大学
  - 中南財経政法大学
  - 広東外語外貿大学

### キャンパスアジアプログラム
2011年より、日本の立命館大学及び中国の広東外語外貿大学との間で、日中韓政府公認のもと、学生が互いのキャンパスを行き来しながら共に学ぶ「キャンパスアジアプログラム」が実施されている。